# Штрково
Штрково (Плати) је насеље у Грчкој у општини Преспа, периферија Западна Македонија. Према попису из 2021. године било је 85 становника.

## Географија
Штрково је удаљено око 39 km северозападно од града Лерин (Флорина), који се налази близу Малог Преспанског језера.

## Становништво
На попису из 1991. године Штрково је имало 86 становника. У селу живи словенско и грчко становништво (потомци избеглица из Турске).
Преглед становништва:
| Година       | 2001 |
| ------------ | ---- |
| Становништво | 108  |